# Каппеллер, Мориц Антон
Мориц Антон Каппеллер (нем. Moritz Anton Cappeller, также Kappeller, латинизированная форма имени — Mauritius Antonius; 1685—1769) — швейцарский учёный-натуралист.
Член Лондонского королевского общества (1725).
Участвовал в качестве военного инженера в Тоггенбургской войне (1712). Его труд «Введение в кристаллографию» (лат. «Prodromus Chrystallographiae seu De christallis impropris sic dictis commentarius»; 1723) считается первым отдельным кристаллографическим учебным курсом. Другая работа Каппеллера, «Pilati montis historia ab amico in Lucerna protracta etc.» (1767), представляет собой подробнейший компендиум всяческих сведений о горе Пилатус; эта книга снабжена небывалыми по точности для той эпохи планами горы, сделанными благодаря наложению рисунков, выполненных из двух различных точек; благодаря этой работе Каппеллер считается предтечей фотограмметрии. Кроме того, Каппеллером написаны также «Analyse des eaux minérales de Russhyl, près de Lucerne» (1717) и другие книги.